# Amanita bisporigera
Amanita bisporigera là một loài nấm độc gây chết người trong họ Amanitaceae. Trong tiếng Anh tên loài này là eastern North American destroying angel (thiên thần hủy diệt đông Bắc Mỹ) hoặc destroying angel (thiên thần hủy diệt), mặc dù nó cùng tên thiên thần hủy diệt cũng chỉ ba loài Amanita trắng độc gây chết người khác, A. ocreata, A. verna và A. virosa. Quả thể được tìm thấy trên mặt đất trong các khu rừng lá kim và rụng lá hỗn hợp của Đông Bắc Mỹ nam đến Mexico, nhưng rất hiếm ở miền tây Bắc Mỹ; loài này cũng đã được tìm thấy trong các vùng trồng thông ở Colombia. Mũ nấm trắng mịn có thể đạt tới chiều cao trên 10 cm, và cây nấm dài lên đến 14 cm và dày đến 1,8 cm, có màu vòng khuyên giống váy màu trắng tinh khiết ở gần phía trên. Gốc cây nấm có hình củ hành được bao phủ với volva giống như màng. 
Được mô tả đầu tiên vào năm 1906, A. bisporigera được phân loại trong phần Phalloideae của chi Amanita cùng với loài chứa amatoxin khác. Amatoxins là peptide cyclic ức chế enzyme RNA polymerase II và can thiệp vào chức năng tế bào khác nhau. Các triệu chứng đầu tiên của ngộ độc xuất hiện 6-24 giờ sau khi ăn loài nấm này, sau một thời gian tiến rõ ràng, sau đó theo các triệu chứng của gan và suy thận và tử vong sau bốn ngày hoặc nhiều hơn. Amanita bisporigera gần giống với một vài amanita trắng khác, bao gồm cả các loài nấm độc gây chết người A. virosa và A. verna. Những loài này, rất khó để phân biệt với A. bisporigera dựa trên đặc điểm lĩnh vực có thể nhìn thấy, không có basidia hai spore, và không gây bẩn màu vàng khi một dung dịch loãng của kali hydroxide được áp dụng. DNA của A. bisporigera đã được giải trình tự một phần, và các gen chịu trách nhiệm cho việc sản xuất các amatoxin đã được xác định.

## Phân loài, phân loại, và phát sinh loài
|  | \| \| A. exitialis \| \| \| \| \| \| A. subjunquillea var. alba \| \| \| \| |
|  |                                                                             |
|  | A. virosa                                                                   |
|  |                                                                             |
|  | A. exitialis                                                                |
|  |                                                                             |
|  | A. subjunquillea var. alba                                                  |
|  |                                                                             |

|  | A. exitialis               |
|  |                            |
|  | A. subjunquillea var. alba |
|  |                            |

|  | \| \| A. exitialis \| \| \| \| \| \| A. subjunquillea var. alba \| \| \| \| |
|  |                                                                             |
|  | A. virosa                                                                   |
|  |                                                                             |
|  | A. exitialis                                                                |
|  |                                                                             |
|  | A. subjunquillea var. alba                                                  |
|  |                                                                             |

|  | A. exitialis               |
|  |                            |
|  | A. subjunquillea var. alba |
|  |                            |

|  | \| \| A. exitialis \| \| \| \| \| \| A. subjunquillea var. alba \| \| \| \| |
|  |                                                                             |
|  | A. virosa                                                                   |
|  |                                                                             |
|  | A. exitialis                                                                |
|  |                                                                             |
|  | A. subjunquillea var. alba                                                  |
|  |                                                                             |

|  | A. exitialis               |
|  |                            |
|  | A. subjunquillea var. alba |
|  |                            |

|  | \| \| A. exitialis \| \| \| \| \| \| A. subjunquillea var. alba \| \| \| \| |
|  |                                                                             |
|  | A. virosa                                                                   |
|  |                                                                             |
|  | A. exitialis                                                                |
|  |                                                                             |
|  | A. subjunquillea var. alba                                                  |
|  |                                                                             |

|  | A. exitialis               |
|  |                            |
|  | A. subjunquillea var. alba |
|  |                            |

|  | \| \| A. exitialis \| \| \| \| \| \| A. subjunquillea var. alba \| \| \| \| |
|  |                                                                             |
|  | A. virosa                                                                   |
|  |                                                                             |
|  | A. exitialis                                                                |
|  |                                                                             |
|  | A. subjunquillea var. alba                                                  |
|  |                                                                             |

|  | A. exitialis               |
|  |                            |
|  | A. subjunquillea var. alba |
|  |                            |

|  | \| \| A. exitialis \| \| \| \| \| \| A. subjunquillea var. alba \| \| \| \| |
|  |                                                                             |
|  | A. virosa                                                                   |
|  |                                                                             |
|  | A. exitialis                                                                |
|  |                                                                             |
|  | A. subjunquillea var. alba                                                  |
|  |                                                                             |

|  | A. exitialis               |
|  |                            |
|  | A. subjunquillea var. alba |
|  |                            |

|  | \| \| A. exitialis \| \| \| \| \| \| A. subjunquillea var. alba \| \| \| \| |
|  |                                                                             |
|  | A. virosa                                                                   |
|  |                                                                             |
|  | A. exitialis                                                                |
|  |                                                                             |
|  | A. subjunquillea var. alba                                                  |
|  |                                                                             |

|  | A. exitialis               |
|  |                            |
|  | A. subjunquillea var. alba |
|  |                            |

|  | \| \| A. exitialis \| \| \| \| \| \| A. subjunquillea var. alba \| \| \| \| |
|  |                                                                             |
|  | A. virosa                                                                   |
|  |                                                                             |
|  | A. exitialis                                                                |
|  |                                                                             |
|  | A. subjunquillea var. alba                                                  |
|  |                                                                             |

|  | A. exitialis               |
|  |                            |
|  | A. subjunquillea var. alba |
|  |                            |

|  | \| \| A. exitialis \| \| \| \| \| \| A. subjunquillea var. alba \| \| \| \| |
|  |                                                                             |
|  | A. virosa                                                                   |
|  |                                                                             |
|  | A. exitialis                                                                |
|  |                                                                             |
|  | A. subjunquillea var. alba                                                  |
|  |                                                                             |

|  | A. exitialis               |
|  |                            |
|  | A. subjunquillea var. alba |
|  |                            |

|  | \| \| A. exitialis \| \| \| \| \| \| A. subjunquillea var. alba \| \| \| \| |
|  |                                                                             |
|  | A. virosa                                                                   |
|  |                                                                             |
|  | A. exitialis                                                                |
|  |                                                                             |
|  | A. subjunquillea var. alba                                                  |
|  |                                                                             |

|  | A. exitialis               |
|  |                            |
|  | A. subjunquillea var. alba |
|  |                            |

|  | \| \| A. exitialis \| \| \| \| \| \| A. subjunquillea var. alba \| \| \| \| |
|  |                                                                             |
|  | A. virosa                                                                   |
|  |                                                                             |
|  | A. exitialis                                                                |
|  |                                                                             |
|  | A. subjunquillea var. alba                                                  |
|  |                                                                             |

|  | A. exitialis               |
|  |                            |
|  | A. subjunquillea var. alba |
|  |                            |

|  | \| \| A. exitialis \| \| \| \| \| \| A. subjunquillea var. alba \| \| \| \| |
|  |                                                                             |
|  | A. virosa                                                                   |
|  |                                                                             |
|  | A. exitialis                                                                |
|  |                                                                             |
|  | A. subjunquillea var. alba                                                  |
|  |                                                                             |

|  | A. exitialis               |
|  |                            |
|  | A. subjunquillea var. alba |
|  |                            |

|  | \| \| A. exitialis \| \| \| \| \| \| A. subjunquillea var. alba \| \| \| \| |
|  |                                                                             |
|  | A. virosa                                                                   |
|  |                                                                             |
|  | A. exitialis                                                                |
|  |                                                                             |
|  | A. subjunquillea var. alba                                                  |
|  |                                                                             |

|  | A. exitialis               |
|  |                            |
|  | A. subjunquillea var. alba |
|  |                            |

|  | \| \| A. exitialis \| \| \| \| \| \| A. subjunquillea var. alba \| \| \| \| |
|  |                                                                             |
|  | A. virosa                                                                   |
|  |                                                                             |
|  | A. exitialis                                                                |
|  |                                                                             |
|  | A. subjunquillea var. alba                                                  |
|  |                                                                             |

|  | A. exitialis               |
|  |                            |
|  | A. subjunquillea var. alba |
|  |                            |

|  | \| \| A. exitialis \| \| \| \| \| \| A. subjunquillea var. alba \| \| \| \| |
|  |                                                                             |
|  | A. virosa                                                                   |
|  |                                                                             |
|  | A. exitialis                                                                |
|  |                                                                             |
|  | A. subjunquillea var. alba                                                  |
|  |                                                                             |

|  | A. exitialis               |
|  |                            |
|  | A. subjunquillea var. alba |
|  |                            |

|  | \| \| A. exitialis \| \| \| \| \| \| A. subjunquillea var. alba \| \| \| \| |
|  |                                                                             |
|  | A. virosa                                                                   |
|  |                                                                             |
|  | A. exitialis                                                                |
|  |                                                                             |
|  | A. subjunquillea var. alba                                                  |
|  |                                                                             |

|  | A. exitialis               |
|  |                            |
|  | A. subjunquillea var. alba |
|  |                            |

|  | \| \| A. exitialis \| \| \| \| \| \| A. subjunquillea var. alba \| \| \| \| |
|  |                                                                             |
|  | A. virosa                                                                   |
|  |                                                                             |
|  | A. exitialis                                                                |
|  |                                                                             |
|  | A. subjunquillea var. alba                                                  |
|  |                                                                             |

|  | A. exitialis               |
|  |                            |
|  | A. subjunquillea var. alba |
|  |                            |

|  | \| \| A. exitialis \| \| \| \| \| \| A. subjunquillea var. alba \| \| \| \| |
|  |                                                                             |
|  | A. virosa                                                                   |
|  |                                                                             |
|  | A. exitialis                                                                |
|  |                                                                             |
|  | A. subjunquillea var. alba                                                  |
|  |                                                                             |

|  | A. exitialis               |
|  |                            |
|  | A. subjunquillea var. alba |
|  |                            |

|  | \| \| A. exitialis \| \| \| \| \| \| A. subjunquillea var. alba \| \| \| \| |
|  |                                                                             |
|  | A. virosa                                                                   |
|  |                                                                             |
|  | A. exitialis                                                                |
|  |                                                                             |
|  | A. subjunquillea var. alba                                                  |
|  |                                                                             |

|  | A. exitialis               |
|  |                            |
|  | A. subjunquillea var. alba |
|  |                            |

|  | \| \| A. exitialis \| \| \| \| \| \| A. subjunquillea var. alba \| \| \| \| |
|  |                                                                             |
|  | A. virosa                                                                   |
|  |                                                                             |
|  | A. exitialis                                                                |
|  |                                                                             |
|  | A. subjunquillea var. alba                                                  |
|  |                                                                             |

|  | A. exitialis               |
|  |                            |
|  | A. subjunquillea var. alba |
|  |                            |

|  | \| \| A. exitialis \| \| \| \| \| \| A. subjunquillea var. alba \| \| \| \| |
|  |                                                                             |
|  | A. virosa                                                                   |
|  |                                                                             |
|  | A. exitialis                                                                |
|  |                                                                             |
|  | A. subjunquillea var. alba                                                  |
|  |                                                                             |

|  | A. exitialis               |
|  |                            |
|  | A. subjunquillea var. alba |
|  |                            |

|  | \| \| A. exitialis \| \| \| \| \| \| A. subjunquillea var. alba \| \| \| \| |
|  |                                                                             |
|  | A. virosa                                                                   |
|  |                                                                             |
|  | A. exitialis                                                                |
|  |                                                                             |
|  | A. subjunquillea var. alba                                                  |
|  |                                                                             |

|  | A. exitialis               |
|  |                            |
|  | A. subjunquillea var. alba |
|  |                            |

|  | \| \| A. exitialis \| \| \| \| \| \| A. subjunquillea var. alba \| \| \| \| |
|  |                                                                             |
|  | A. virosa                                                                   |
|  |                                                                             |
|  | A. exitialis                                                                |
|  |                                                                             |
|  | A. subjunquillea var. alba                                                  |
|  |                                                                             |

|  | A. exitialis               |
|  |                            |
|  | A. subjunquillea var. alba |
|  |                            |

|  | \| \| A. exitialis \| \| \| \| \| \| A. subjunquillea var. alba \| \| \| \| |
|  |                                                                             |
|  | A. virosa                                                                   |
|  |                                                                             |
|  | A. exitialis                                                                |
|  |                                                                             |
|  | A. subjunquillea var. alba                                                  |
|  |                                                                             |

|  | A. exitialis               |
|  |                            |
|  | A. subjunquillea var. alba |
|  |                            |

|  | \| \| A. exitialis \| \| \| \| \| \| A. subjunquillea var. alba \| \| \| \| |
|  |                                                                             |
|  | A. virosa                                                                   |
|  |                                                                             |
|  | A. exitialis                                                                |
|  |                                                                             |
|  | A. subjunquillea var. alba                                                  |
|  |                                                                             |

|  | A. exitialis               |
|  |                            |
|  | A. subjunquillea var. alba |
|  |                            |

|  | \| \| A. exitialis \| \| \| \| \| \| A. subjunquillea var. alba \| \| \| \| |
|  |                                                                             |
|  | A. virosa                                                                   |
|  |                                                                             |
|  | A. exitialis                                                                |
|  |                                                                             |
|  | A. subjunquillea var. alba                                                  |
|  |                                                                             |

|  | A. exitialis               |
|  |                            |
|  | A. subjunquillea var. alba |
|  |                            |

|  | \| \| A. exitialis \| \| \| \| \| \| A. subjunquillea var. alba \| \| \| \| |
|  |                                                                             |
|  | A. virosa                                                                   |
|  |                                                                             |
|  | A. exitialis                                                                |
|  |                                                                             |
|  | A. subjunquillea var. alba                                                  |
|  |                                                                             |

|  | A. exitialis               |
|  |                            |
|  | A. subjunquillea var. alba |
|  |                            |

|  | \| \| A. exitialis \| \| \| \| \| \| A. subjunquillea var. alba \| \| \| \| |
|  |                                                                             |
|  | A. virosa                                                                   |
|  |                                                                             |
|  | A. exitialis                                                                |
|  |                                                                             |
|  | A. subjunquillea var. alba                                                  |
|  |                                                                             |

|  | A. exitialis               |
|  |                            |
|  | A. subjunquillea var. alba |
|  |                            |

|  | \| \| A. exitialis \| \| \| \| \| \| A. subjunquillea var. alba \| \| \| \| |
|  |                                                                             |
|  | A. virosa                                                                   |
|  |                                                                             |
|  | A. exitialis                                                                |
|  |                                                                             |
|  | A. subjunquillea var. alba                                                  |
|  |                                                                             |

|  | A. exitialis               |
|  |                            |
|  | A. subjunquillea var. alba |
|  |                            |

|  | \| \| A. exitialis \| \| \| \| \| \| A. subjunquillea var. alba \| \| \| \| |
|  |                                                                             |
|  | A. virosa                                                                   |
|  |                                                                             |
|  | A. exitialis                                                                |
|  |                                                                             |
|  | A. subjunquillea var. alba                                                  |
|  |                                                                             |

|  | A. exitialis               |
|  |                            |
|  | A. subjunquillea var. alba |
|  |                            |

|  | \| \| A. exitialis \| \| \| \| \| \| A. subjunquillea var. alba \| \| \| \| |
|  |                                                                             |
|  | A. virosa                                                                   |
|  |                                                                             |
|  | A. exitialis                                                                |
|  |                                                                             |
|  | A. subjunquillea var. alba                                                  |
|  |                                                                             |

|  | A. exitialis               |
|  |                            |
|  | A. subjunquillea var. alba |
|  |                            |

|  | \| \| A. exitialis \| \| \| \| \| \| A. subjunquillea var. alba \| \| \| \| |
|  |                                                                             |
|  | A. virosa                                                                   |
|  |                                                                             |
|  | A. exitialis                                                                |
|  |                                                                             |
|  | A. subjunquillea var. alba                                                  |
|  |                                                                             |

|  | A. exitialis               |
|  |                            |
|  | A. subjunquillea var. alba |
|  |                            |

Amanita bisporigera lần đầu tiên được mô tả khoa học năm 1906 bởi nhà thực vật học người Mỹ George Francis Atkinson trong một ấn phẩm bởi đồng nghiệp của Đại học Cornell Charles E. Lewis. Loại địa phương là Ithaca, New York, nơi một số bộ sưu tập đã được thực hiện. Trong cuốn chuyên khảo thế giới năm 1941 các loài Amanita, Édouard-Jean Gilbert đã chuyển loài này sang chi mới Amanitina, nhưng chi này nay được xem là đồng nghĩa với Amanita. Năm 1944, William Murrill đã mô tả loài này là Amanita vernella, thu thập từ Gainesville, Florida; loài này nay được người ta cho là đồng nghĩa với A. bisporigera sau một đợt kiểm tra mẫu năm 1979 cho thấy basidia phần lớn là 2 bào tử. Amanita phalloides var. striatula, một đơn vị phân loại ít được biết đến mô tả ban đầu từ Hoa Kỳ vào năm 1902 bởi Charles Horton Peck, được tác gia có thẩm quyền Amanita Rodham Tulloss xem là đồng nghĩa với A. bisporigera. Tên thông dụng trong tiếng Anh gồm có "destroying angel", "deadly amanita", "white death cap", "angel of death" and "eastern North American destroying angel". Tỷ lệ tử vong do ăn phải nấm này nằm trong khoảng 25% tới 50%.
Các loài Amanita, bao gồm A. phalloides và A. virosa. Cách xếp loại này đã classification]] đã được duy trì với phân tích phát sinh loài, trong đó chứng minh rằng các thành viên độc tố sản xuất của section Phalloideae từ một clade—nghiax là, có nguồn gốc từ một tổ tiên chung. Năm 2005, Zhang và các đồng nghiệp đã thực hiện một phân tích phát sinh loài dựa trên các chuỗi internal transcribed spacer (ITS) của nhiều loài nấm độc thân trắng Amanita, phần lớn chúng được tìm thấy ở châu Á. Kết quả của họ hỗ trợ một nhánh chứa A. bisporigera, A. subjunquillea var. alba, A. exitialis, và A. virosa. Loại nấm thiên thần Quảng Châu (Amanita exitialis) có basadia hai bào tử, giống như A. bisporigera.

## Độc tố

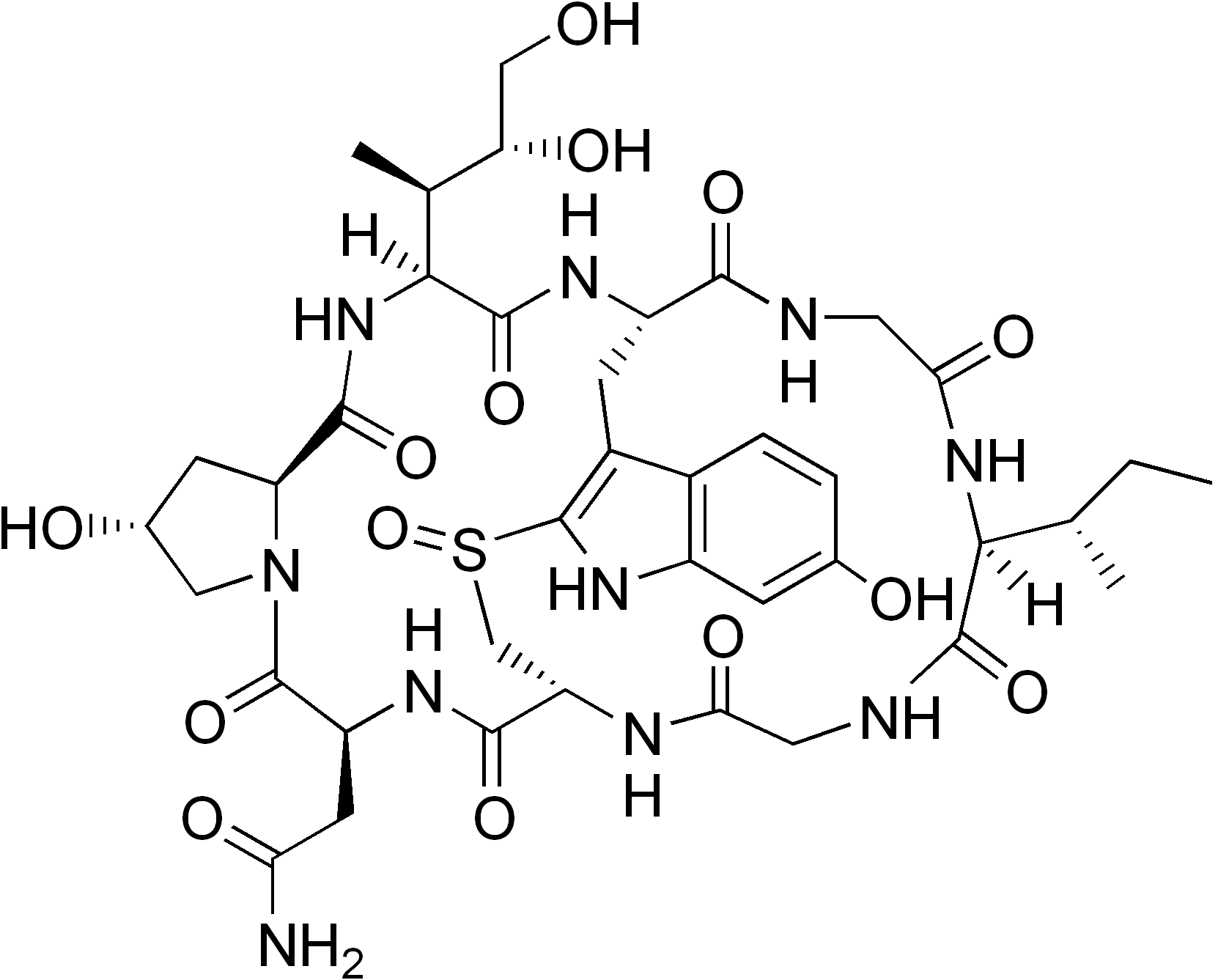
α-amanitin, principal toxic component of A. bisporigera

Amanita bisporigera được xem là loài nấm Amanita Bắc Mỹ có mức độc cao nhất, với ít thay đổi về hàm lượng độc giữa các quả thể khác nhau. Có ba phân loại amatoxin đã được mô tả: α-, β, và γ-amanitin. Chất độc amatoxin chủ yếu, α-amanitin, dễ được hấp thụ qua ruột và 60% chất độc được hấp thụ được bài tiết vào mật và trải qua lưu thông ruột; thận xử lý 40% còn lại. Các độc tố ức chế enzyme RNA polymerase II, từ đó can thiệp phiên mã DNA, mà ức chế sản xuất RNA và tổng hợp protein. Điều này làm cho tế bào bị hoại tử, đặc biệt là trong các tế bào mà ban đầu được tiếp xúc và có giá nhanh chóng của tổng hợp protein. kết quả quá trình này trong rối loạn chức năng gan cấp tính nghiêm trọng và cuối cùng, suy gan. Các amatoxin không bị phân hủy bởi quá trình nấu, làm đông lạnh hay làm khô. Khoảng 0.2-0.4 milligrams α-amanitin tồn tại trong 1 gram A. bisporigera; liều gây tử vong ở người nhỏ hơn 0.1 mg/kg trọng lượng cơ thể. Một quả thể trưởng thành có thể chứa 10–12 mg α-amanitin, đủ một liều gây chết người. Nồng độ α-amanitin trong các bào từ khoảng 17% trong mô quả thể. A. bisporigera cũng chứa phallacidin phallotoxin, có liên hệ về cấu trúc với các amatoxin nhưng được xem là ít độc hơn vì bị hấp thụ kém hơn. Các vụ ngộ đốc (từ các loài amanita trắng tương tự) cũng được ghi nhận ở gia súc, bao gồm chó, mèo và bò.
Các vụ ngộ độc đầu tiên báo cáo dẫn đến tử vong từ việc tiêu thụ A. bisporigera là gần San Antonio, Mexico, vào năm 1957, nơi một chủ trại, vợ và ba đứa con tiêu thụ loại nấm này; chỉ có người đàn ông sống sót. Ngộ độc Amanita có đặc trưng bởi các giai đoạn riêng biệt sau đây: giai đoạn ủ bệnh là một giai đoạn không có triệu chứng kéo dài khoảng 6-12 giờ sau khi ăn. Trong giai đoạn ở ruột, khoảng 6-16 giờ sau khi ăn, có khi bắt đầu đau bụng, nôn mửa dữ dội, và tiêu chảy cho đến 24 giờ, có thể dẫn đến mất nước, mất cân bằng điện giải nặng, và sốc. Những triệu chứng sớm có thể liên quan đến các chất độc khác như phalloidin. Trong giai đoạn độc tế bào, 24-48 giờ sau khi ăn, các dấu hiệu lâm sàng và sinh hóa của tổn thương gan được quan sát, nhưng bệnh nhân thường là do các triệu chứng tiêu hóa. Các dấu hiệu của rối loạn chức năng gan như vàng da, hạ đường huyết, toan và xuất huyết xuất hiện. Sau đó, có sự gia tăng về mức độ prothrombin và nồng độ amonia trong máu, và những dấu hiệu của viêm gan và/hoặc suy thận xuất hiện. Các yếu tố nguy cơ cho tỷ lệ tử vong đã được báo cáo là độ tuổi trẻ hơn 10 năm, thời gian trễ ngắn giữa tiêu hóa và có triệu chứng, nặng rối loạn đông máu (rối loạn đông máu), bilirubin (vàng da) nặng, và gia tăng huyết thanh creatinin.